# B.O.B.
Pour les articles homonymes, voir BOB.
Ne doit pas être confondu avec B.o.B.
B.O.B.  ou Space Funky B.O.B. (スペースファンキーＢ.Ｏ.Ｂ.) au Japon, est un
jeu d'action plates-formes en 2D  à thème futuriste. Le jeu a été développé par Foley High-Tech Systems et Gray Matter Interactive, et édité par Electronic Arts. Il est sorti sur Mega Drive et Super Nintendo en 1993.

## Synopsis
B.O.B.,  un jeune robot à l'apparence de fourmi humanoïde, s'écrase avec la voiture spatiale de son père sur un astéroïde alors qu'il se rend à un rendez-vous avec une belle inconnue. Il doit alors retrouver son chemin en échappant aux extra-terrestres indigènes.

## Système de jeu
Le jeu est composé de 45 niveaux en 2D relativement linéaires. Pour se défendre, B.O.B. est doté d'un canon de tir à la place du bras, à la façon de Mega Man, Samus Aran ou encore Cobra, ainsi que plusieurs gadgets interchangeables en permanence mais en quantités limitées.

### Les armes
- Monocoup : l'arme la plus faible.
- Triple coup : Tire, comme son nom l'indique, trois coup. C'est la version amélioré du monocoup.
- Lance-flammes : Permet de brûler les ennemis, la distance de tir est réglable.
- Fusée : Trouve sa cible toute seule.
- Eclair : Arme puissante.
- Vague : Envoi d'une onde de choc puissante.
- Coup de poing : Seule arme en quantité illimitée.

### Les gadgets
- Flash : Aveugle et immobilise temporairement les ennemis.
- Bouclier : Entoure B.O.B. d'un champ de force qui le protège des attaques ennemies.
- Parapluie : À ouvrir en cas de chute pour amortir le choc.
- Tremplin : Projette B.O.B. dans les airs.
- Casque à hélice : Permet à B.O.B. de voler pendant quelques instants.
- Bombe flottante : Flotte dans les airs puis explose. B.O.B. peut en lancer plusieurs à la suite.